# Mosjön (Mosjö socken, Närke)

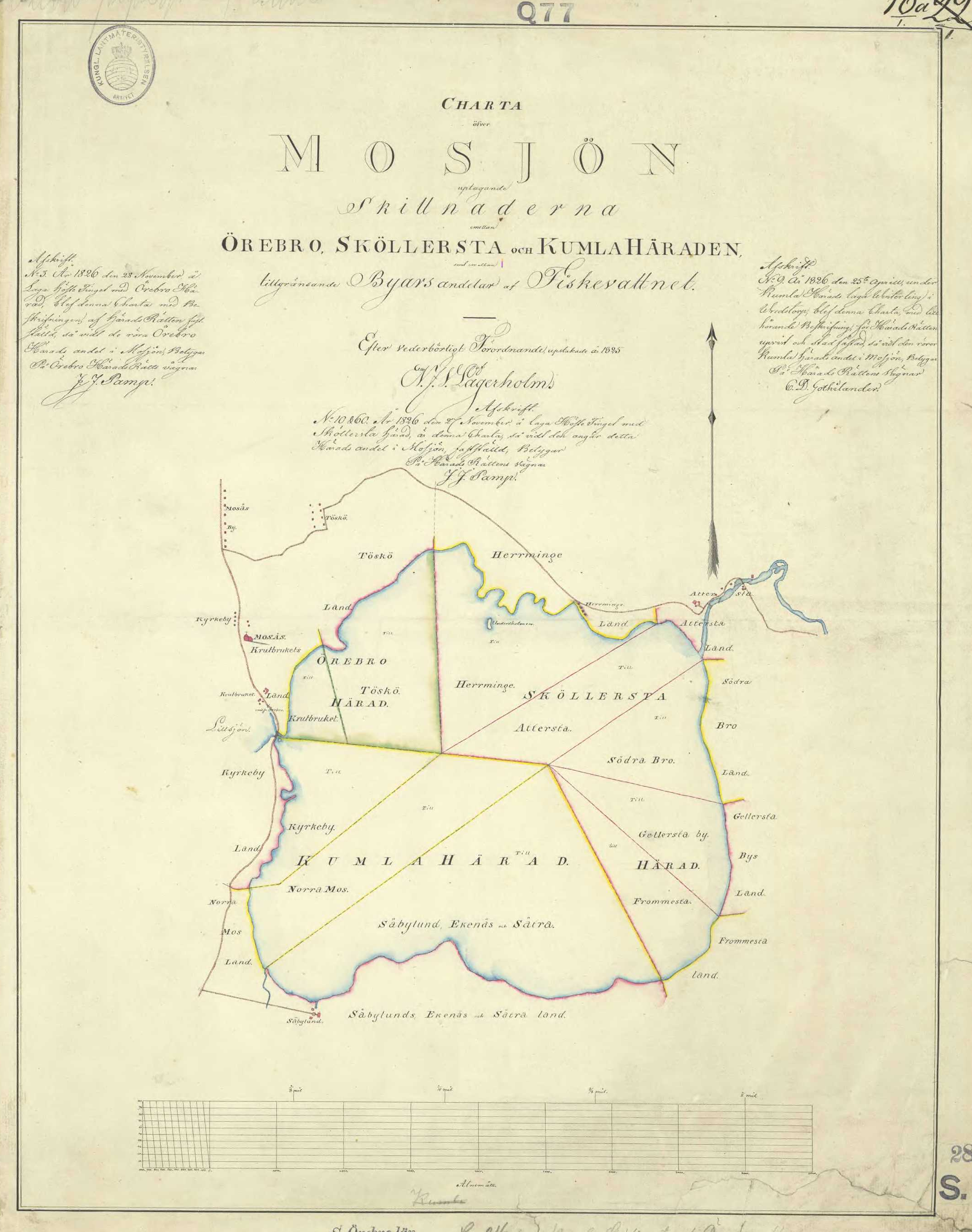
Karta över Mosjön från 1825, innan sänkningarna av sjön påbörjades.

Mosjön i Mosjö socken, Närke, låg något sydost om dagens samhälle Mosås. Vattenståndet i sjön var ett hinder för anspråkstagande av värdefull odlingsjord, förutom i Mosjö socken, även i Gällersta, Täby, Kumla och Ekeby socknar.
Tanken på att sänka vattenståndet i Mosjön var därför månghundraårig. De främsta motståndarna var kvarnägarna som var beroende av vattenförsörjning för driften av kvarnarna nedströms sjön.
En första sänkning av vattennivån kom till stånd på 1850-talet. Den kostade 100 000 kronor, och var genomförd 1858. Med den utvanns 1 500 hektar åkermark.
Den andra sänkningen genomfördes i början av 1880-talet och kostade 250 000 kronor. Ytterligare 1 000 hektar jord utvanns med denna.
Den tredje och sista sänkningen genomfördes i början av 1900-talet. Den innebar att Mosjön torrlades fullständigt. Projektet innebar anläggandet av ett flertal diken längs Täljeån som genomrinner området, och som tidigare utgjort utlopp för Mosjön. Med sänkningen utvanns ytterligare 1 000 hektar åkerjord.